# Basílica de San Severí de Bordeus
La basílica de Sant Severí (en francès: basilique Saint-Seurin) és una església catòlica de França de l'època medieval erigida a la ciutat de Bordeus, a la plaça dels Màrtirs de la Resistència. Fou fundada al segle vi i l'edifici actual va ser construït a partir del segle xi. Va ser elevada a basílica menor el 27 de juny de 1873.
L'església va ser objecte d'una classificació al títol de monument històric de França, part de la primera llista de monuments històrics del país —la llista de monuments històrics de 1840— que comptava amb 1034 béns.
També és, des de l'any 1998, un dels béns individuals inclosos en «Camins de Sant Jaume a França», inscrit en el Patrimoni de la Humanitat de la Unesco (n.º ref. 868-005).

## Història

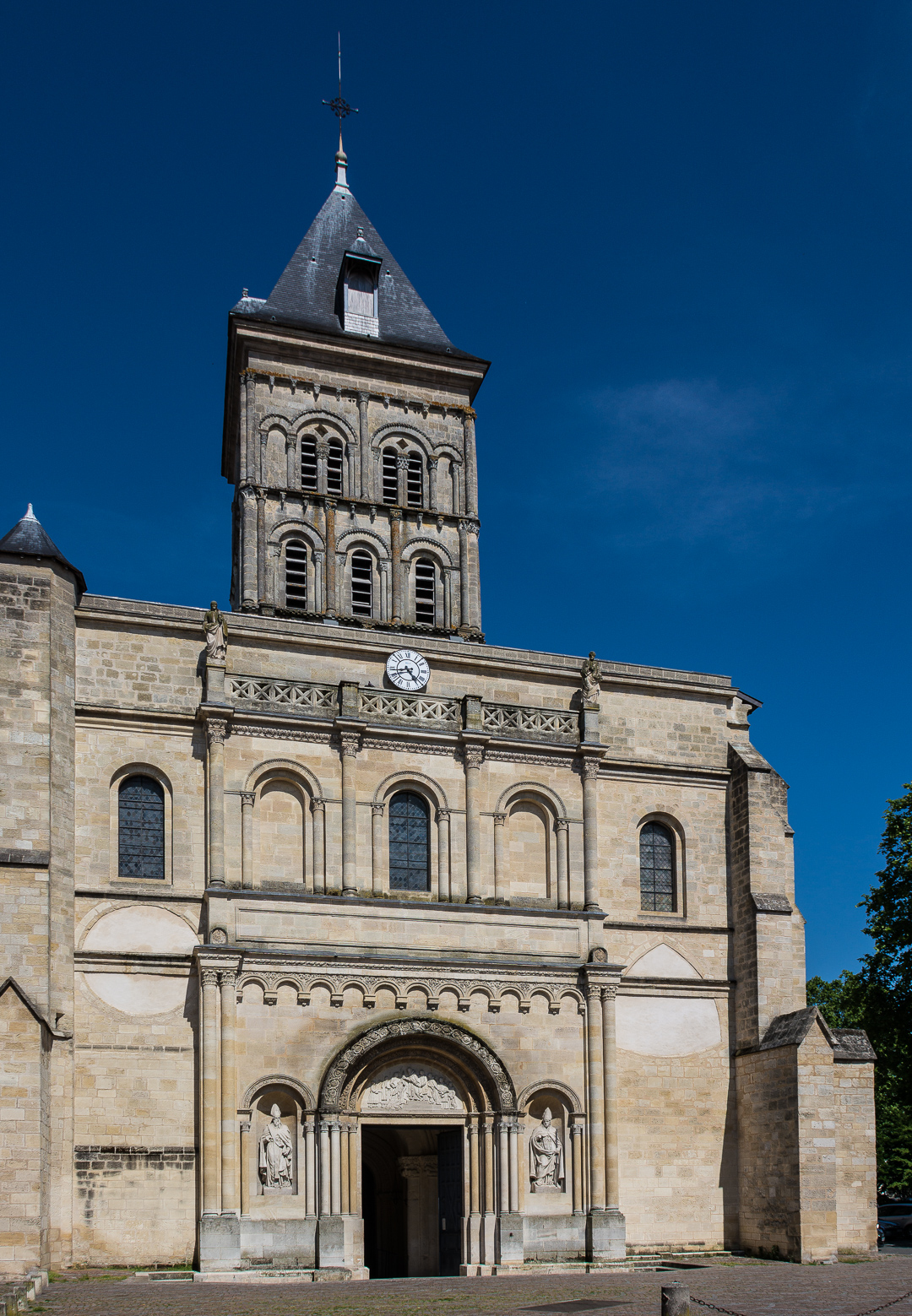
Façana de la basílica

La seva fundació es remunta al segle vi, en memòria de sant Severí de Bordeus, qui fou bisbe de Bordeus al segle v, erigida sobre una antiga necròpoli del segle v i una capella dedicada a Saint-Étienne. L'actual església va veure començar la seva construcció al segle xi i era una de les etapes del pelegrinatge francès a Santiago de Compostel·la. Encara que ha vist molts canvis al llarg dels segles, encara conserva la gran planta basilical, el pòrtic, la cripta i la base de la torre, tot d'estil romànic. La cripta de l'època merovíngia conserva diversos capitells gal-romans i sarcòfags de pedra, on estan enterrats dos bisbes bordeleses, sant Amador i sant Severí, el culte del qual va permetre que aquesta església fos monestir, basílica i un gran santuari tan important com la catedral. La cripta és un dels testimoniatges edificats més antics de la ciutat de Bordeus.
Durant l'edat mitjana, l'església va ser diverses vegades saquejada i restaurada. La façana occidental, tripartida, només té porta en la central, ja que les laterals són cegues. La façana en si va ser acabada l'any 1829 en estil neoromànic i està decorada amb estàtues dels dos sants en les seves fornícules. Per sobre de l'antic pòrtic s'alça un campanar quadrangular. Un beffroi (campanar civil) es va construir en el costat sud de l'església. La portada sud, gòtica, té arcs trilobulats, estàtues de grandària natural i baixos relleus. L'altar major està decorats amb relleus del segle xiv i XV i la capella de nostra Senyora de les Roses conserva meravellosos retaules d'alabastre del segle xv. L'any 1698, la caiguda de la gran volta va portar al fet que els nous treballs eliminessin en part el caràcter gòtic de l'edifici.
L'escultor Dominique Fortuné Maggesi va ser demandat per treballar en la façana de Sant Severí.